# Steppe
 For alternative betydninger, se Steppe (flertydig). (Se også artikler, som begynder med Steppe)
| Stepper |

Steppe er i almindelig tale blot et træløst landskab. I geografien er steppe (som kommer af russisk: степь) en slette uden træer. I økologisk forstand er steppe et tørt, græsdækket landskab i den tempererede zone, hvor plantevæksten (vegetationen) er begrænset på grund af vandmangel. De eurasiske stepper ligger i kontinentets indre, hvor den årlige nedbør er lav (i gennemsnit under 250 mm/år) på grund af den store afstand til havene. Vintrene er meget kolde, mens somrene er varme og tørre, og det betyder, at planternes vækstbetingelser er mest gunstige om foråret og om efteråret. Verdens største, sammenhængende steppeområde findes i Ukraine, Rusland og naborepublikkerne i Centralasien. Området begynder mellem Dnepr og Volga, fortsætter gennem halvørkenerne mellem Uralbjergene og det Kaspiske Hav, videre gennem Turkmenistan, Usbekistan og Kasakhstan til de lave bjerge i Mongoliet, Kina, Kirgisistan, Tadsjikistan og Afghanistan.
Vestgrænsen for de klimatisk betingede eurasiske stepper ligger derfor ca. 50 km øst for Bukarest i Rumænien, mens østgrænsen skal findes i Mongoliet. Tættere på Danmark kan man opleve steppelignende vegetationer (se nedenfor) på den ungarske puszta, i delstaten Burgenland (Østrig) eller på østsiden af Harzen-bjergene.

## Begrebsafklaring
Ikke engang den ungarske puszta kan altså medregnes til de eurasiske stepper efter plantegeografiske kriterier, men alligevel kaldes østrigske og ungarske, græsdominerede vegetationstyper for ”stepper”. Brugen af denne betegnelse støttes af, at der er rigtigt mange planter og dyr fra disse områder, som hører hjemme på de egentlige stepper. Tilmed finder man tekster, hvor ”steppe” betragtes som næsten synonymt med ”pannonisk”. Stepperne svarer i mange henseender til prærien, selv om man regner med, at prærierne mest domineres af høje græsser, mens de korte græsser er det normale for stepperne. Steppen kan være næsten halvørken og dækket af tørketålende buske, eller den kan være bevokset med græsser. Derfor omfatter begrebet alle landskaber, der på den ene side er for tørre til at bære skov, men som på den anden side er for fugtige til at være ørkener.

## Primære stepper
De ægte, dvs. egentlige stepper udvikler sig ofte på dybmuldede, næringsrige jordtyper og findes kun dér på grund af klimaet. Det er dog ikke nedbørsmængden alene, men også temperaturerne, der gør udslaget. De er nemlig årsag til en høj fordampningsrate i sommertiden, og derfor er det væsentligt, om hovedparten af nedbøren falder i vækstperioden eller i den kuldebetingede dvaleperiode. 

### Substratstepper
Selv i de mest tørre egne af Østrig og Ungarn er nedbørsmængden for høj (ca. 500 mm/år), og den gennemsnitlige årstemperatur er alt for lav (ca. 10° C) til, at der kan udvikles klimabestemte stepper dér. Kun under jordbundsforhold med højtliggende karbonat- eller silikatklipper og med et tyndt jordlag med ringe vandkapacitet kan der opstå ”klippestepper” eller ”sandstepper”. Under disse forhold opstår der træfattige, tørketålende vegetationstyper, domineret af græsser og græslignende planter. Dem kalder man edafiske stepper eller substratstepper på grund af de ugunstige jordbundsforhold, og de findes kun på yderst små arealer (jf. Ölands Alvar).

### Skovstepper
Disse jordbundsbetingede steppeområder danner både i Tyskland (Harzens østside), Østrig (det nordlige Burgenland) og Ungarn (Pustaen) mosaikagtige vegetationer, hvor de veksler med en lavtvoksende dunege-kratskov. Dette vegetationsmønster med ægte stepper mosaikagtigt indflettet i større eller mindre trægrupper kaldes med et russisk udtryk for skovstepper.

## Sekundære stepper
Langt den største del af stepperne i Mellemeuropa er sekundærstepper, som findes i områder, hvor der kunne være skov. Deres opståen skyldes ikke klimaet og kun delvist jordbundsforholdene, men derimod menneskenes rydning af skoven. Efter at trævæksten var fjernet og på grund af deres gunstige vandtilførsel, blev disse områder først og fremmest brugt som græsningsland, og i stedet for tørketålende skove blev der dannet erstatningssamfund, tørkeprægede overdrev, altså netop sekundærstepper.
Disse græsningsområder er lige som høslætengene såkaldte ”halvkulturdannelser”, for de har ikke mistet deres naturnære vegetation fuldstændigt. Hvis de skal opretholdes er steppe-græsmarkerne afhængige af, at menneskene fastholder deres brug af dem. Det diskuteres meget, om og i hvilket omfang de store græsædere (som europæiske bisoner, urokser og vildheste) kan have udskudt den fuldstændige dækning af Mellemeuropa med skov ved deres græsning. Under alle omstændigheder kan den slags dyr i det mindste have fremmet og vedligeholdt træfrie områder i den tætte skovs grænseområder og dermed begunstiget lysafhængige steppe- og overdrevsarter, indtil menneskenes husdyr overtog rollen.

## Steppeplanter
Her nævnes blot nogle eksempler, som kendes fra danske haver, eller som kunne bruges dér.

### Græsser
- Almindelig Draphavre
- Almindelig Fjergræs
- Almindelig Hjertegræs
- Håret Flitteraks
- Jord-Star
- Regnbue-Svingel

### Løgvækster
- Armensk Perlehyacint
- Kost-Fuglemælk
- Russisk Skilla
- Sentblomstrende Tulipan
- Ugrenet edderkopurt

### Stauder
- Blodrød Storkenæb
- Dunet Vejbred
- Dværg-Iris
- Flerårig Hør
- Have-Malurt
- Hvid Stenurt
- Knoldet Mjødurt
- Læge-Ærenpris
- Opret Kobjælde
- Smalbladet Timian

## Eksterne links
- Heinz Wiesbauer: Die Pflanzenwelt der Steppen Niederösterreichs (Webside ikke længere tilgængelig) (tysk)
- Annonaceae: Annual meeting. Excursion Plantlist (engelsk)
- Uwe Raabe og Dietmar Brandes: Flora und Vegetation der Dörfer im nordöstlichen Burgenland (Webside ikke længere tilgængelig) (tysk)
- Éva Konkoly Gyuró: The Pannonian Great Plain – a Flourishing Garden? (engelsk)